# 5632 Ingelehmann
5632 Ingelehmann (1993 GG) là một tiểu hành tinh vành đai chính được phát hiện ngày 15 tháng 4 năm 1993 bởi Shoemaker, C. S. ở Palomar.